# Граюв
Граюв (пол. Grajów) — село в Польщі, у гміні Величка Велицького повіту Малопольського воєводства.
Населення — 894 особи (2011).

## Демографія
Демографічна структура станом на 31 березня 2011 року:
|          | Загалом | Допрацездатний вік | Працездатний вік | Постпрацездатний вік |
| -------- | ------- | ------------------ | ---------------- | -------------------- |
| Чоловіки | 445     | 103                | 308              | 34                   |
| Жінки    | 449     | 102                | 275              | 72                   |
| Разом    | 894     | 205                | 583              | 106                  |